# پلاستیک اومنیوم
پلاستیک اومنیوم (انگلیسی: Plastic Omnium) شرکت خودروسازی فرانسوی است، که در سال ۱۹۴۶ تأسیس شد.